# 澥浦都神殿
30°02′20.3″N 121°36′17.8″E / 30.038972°N 121.604944°E
澥浦都神殿，位于中国浙江省宁波市镇海区澥浦镇汇源社区城门口73号，始建于明代，现存建筑建于民国9年（1920年）。2000年12月，澥浦都神殿被公布为镇海区文物保护单位。

## 历史
澥浦都神殿初建于明代后期，在清朝乾隆年间扩建，由中军殿、前殿、戏台、看楼、大殿、流芳厅、角亭组成，位于旧时凤凰山脚（现中国浙江省宁波市镇海区澥浦镇汇源社区城门口73号）。一般都神殿是供奉张元伯、刘元达、赵公明、钟七秀（或作钟士秀）、史文业等五位治瘟之神，澥浦都神殿則用于供奉五位因帮助戚家军抗击倭寇而牺牲的無名百姓，希望他們能像五位治瘟之神一樣靈驗，旧时也在此举办庙会。
现存建筑仅有民国九年（1920年）重建的戏台、看楼。2000年12月，澥浦都神殿被公布为镇海区文物保护单位。

## 结构
澥浦都神殿整体坐北朝南，初有前中后3座大殿。都神殿内左右山墙拥有大量雕刻，有一定艺术与历史价值。中殿建有占地25平方米的戏台，为螺旋形木结构藻井建筑，戏台顶部有使演唱拥有回声的“响铜”，周围栏杆均为镶金雕刻，两侧有作看台之用的东西厢房。现后殿已损毁，剩余部分为位于中殿、前殿的戏台、看楼以及门楼，占地302平方米。看楼面阔各三间两层一弄，进深两柱五檩，为硬山顶砖木抬梁结构建筑，门楼面阔五间两层，中开三门，进深三柱五檩前廊，为歇山顶砖木结构建筑，戏台为歇山顶砖木结构建筑。

## 澥浦都神庙会
旧时，为祭祀为抗倭献身的五位百姓，在农历五月廿五日前三日到后三日于澥浦都神殿戏台上唱6日大戏，澥浦都神庙会是镇海北区一带规模、影响最大的庙会。

## 图片

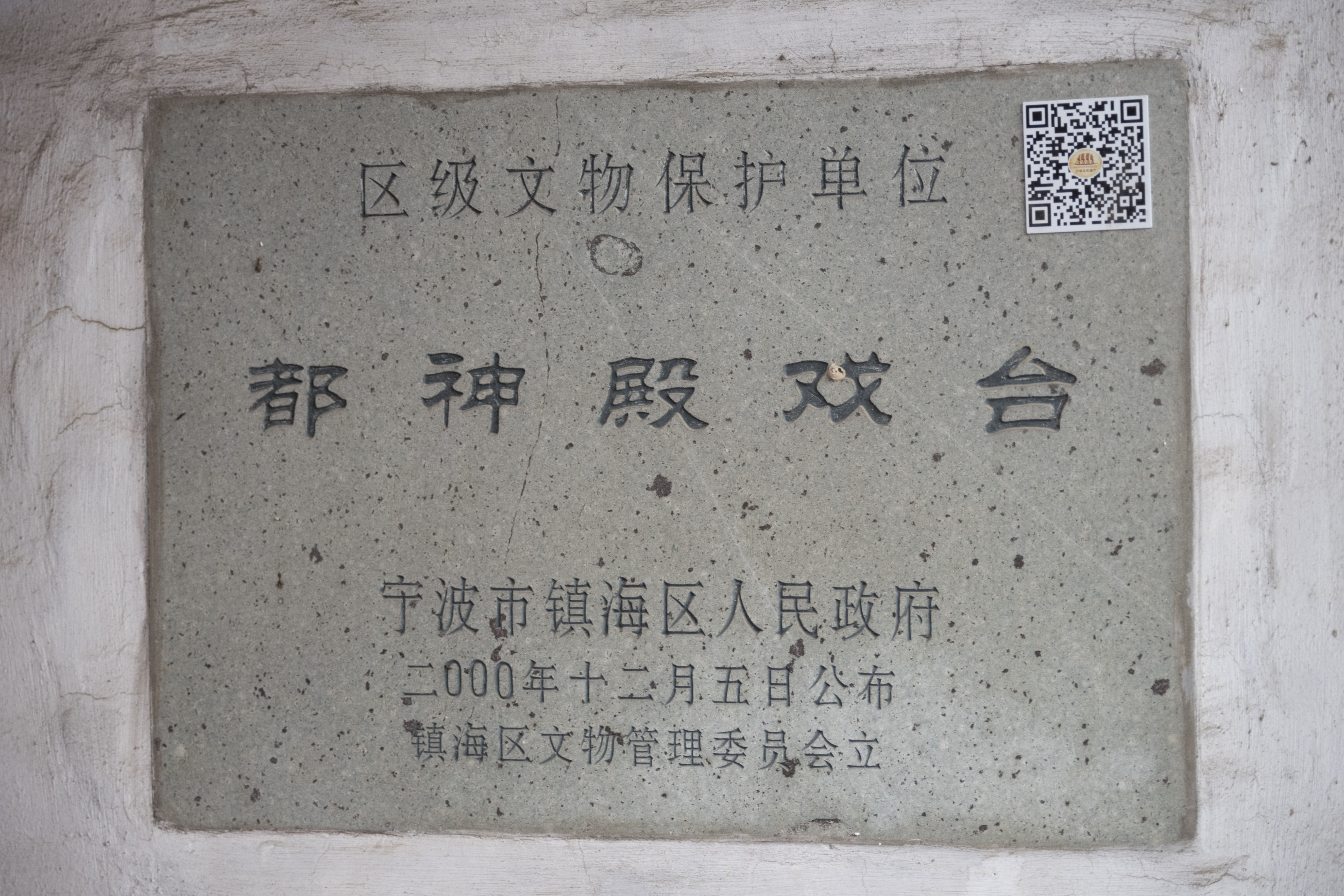
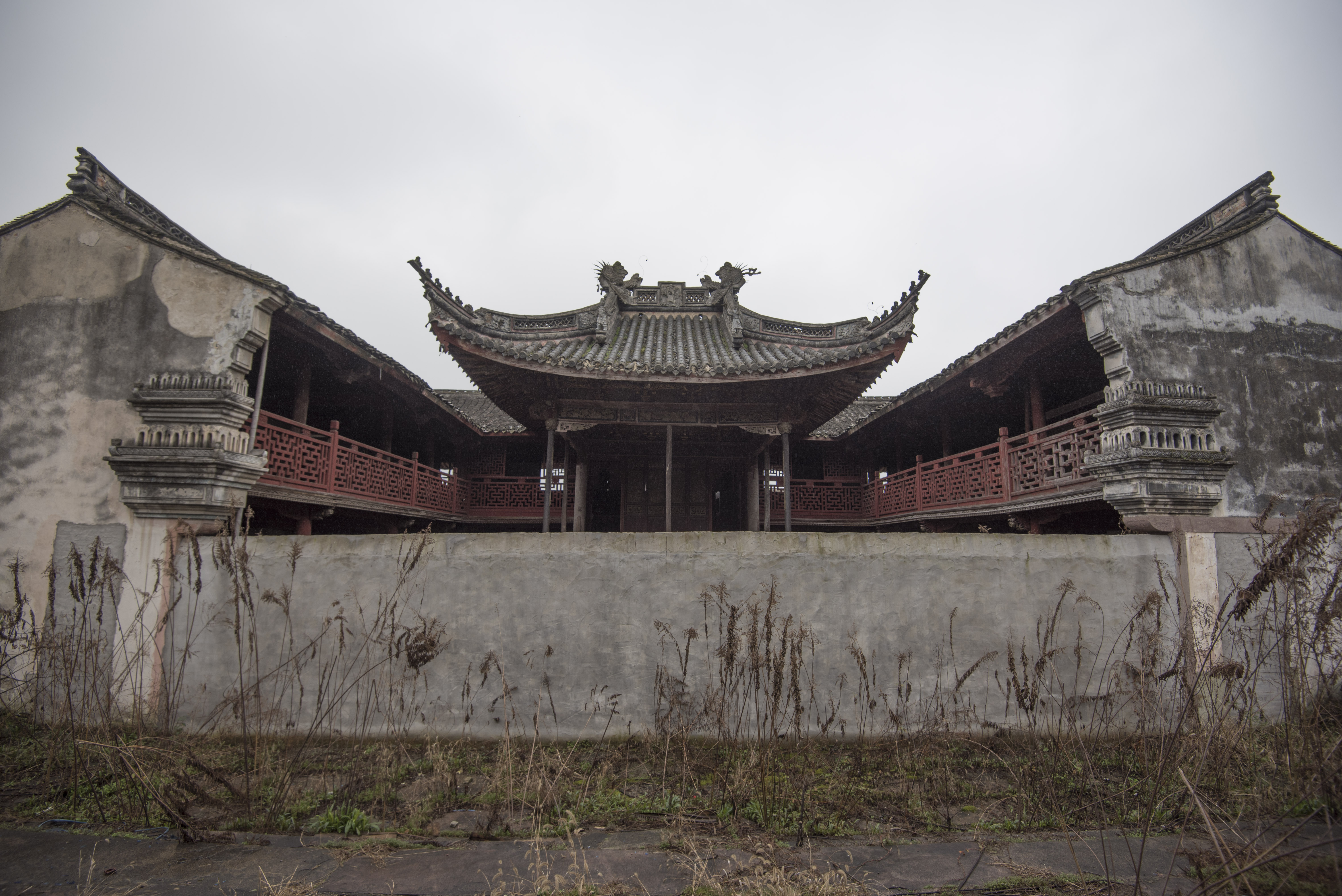
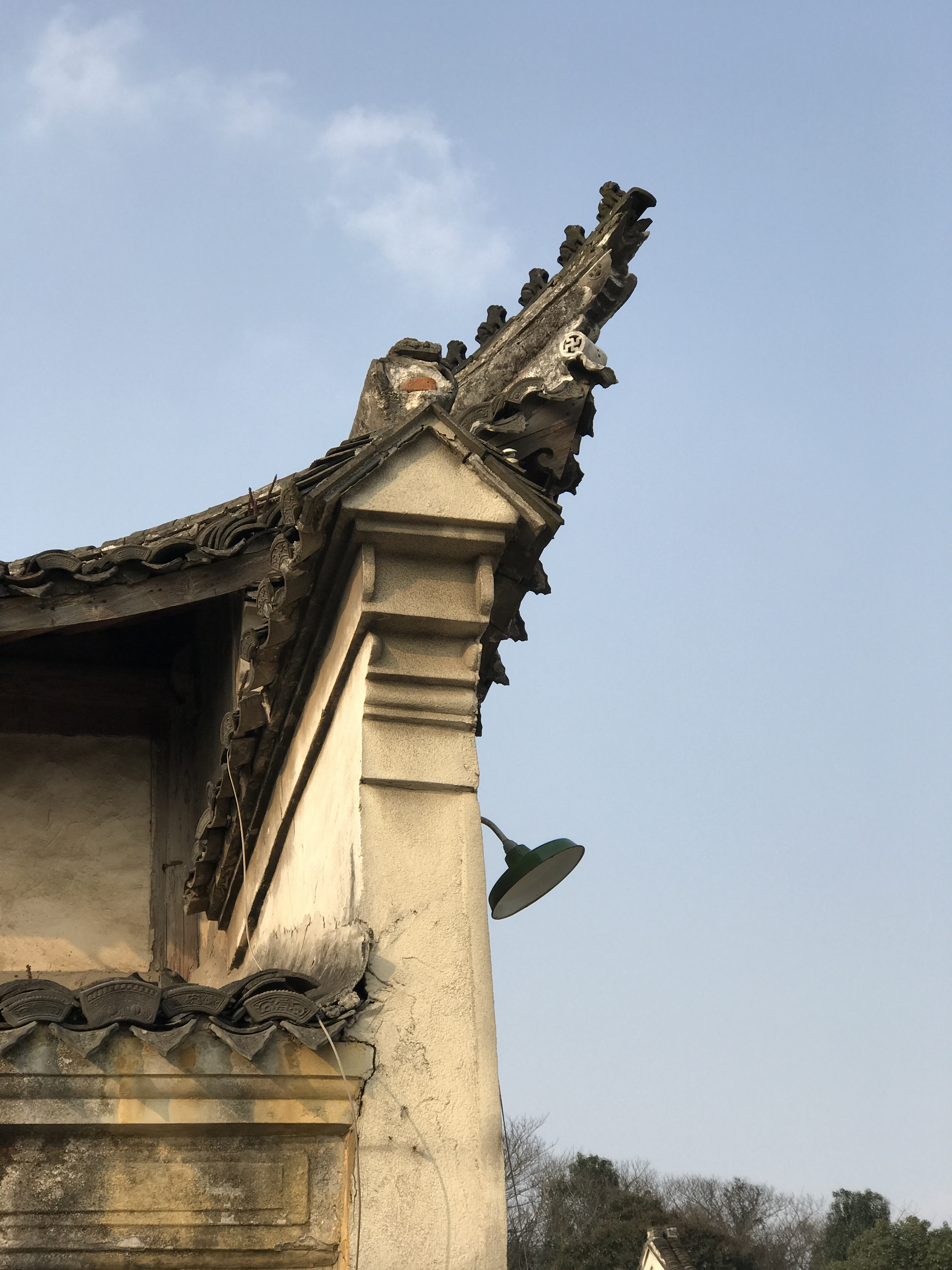
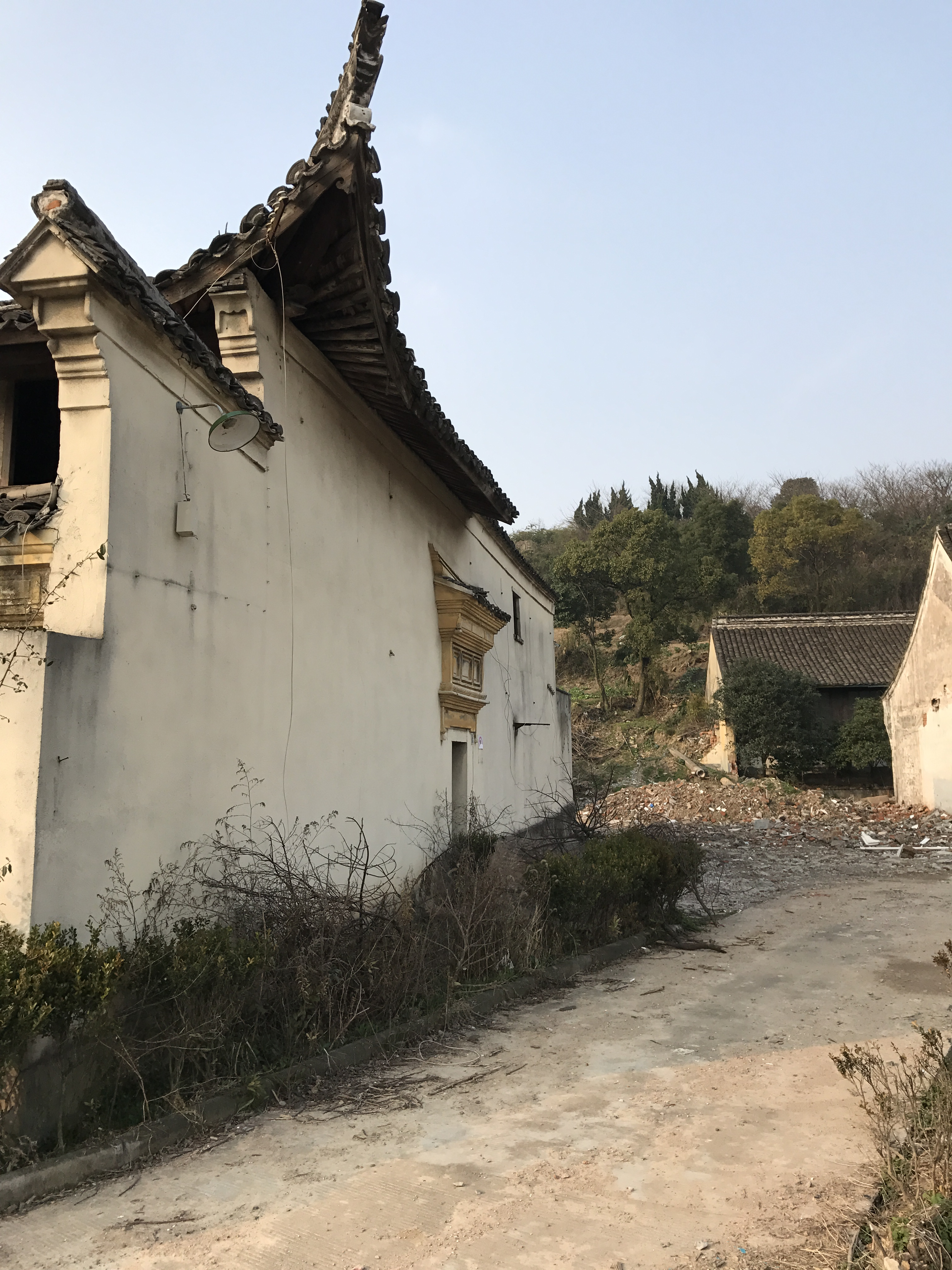
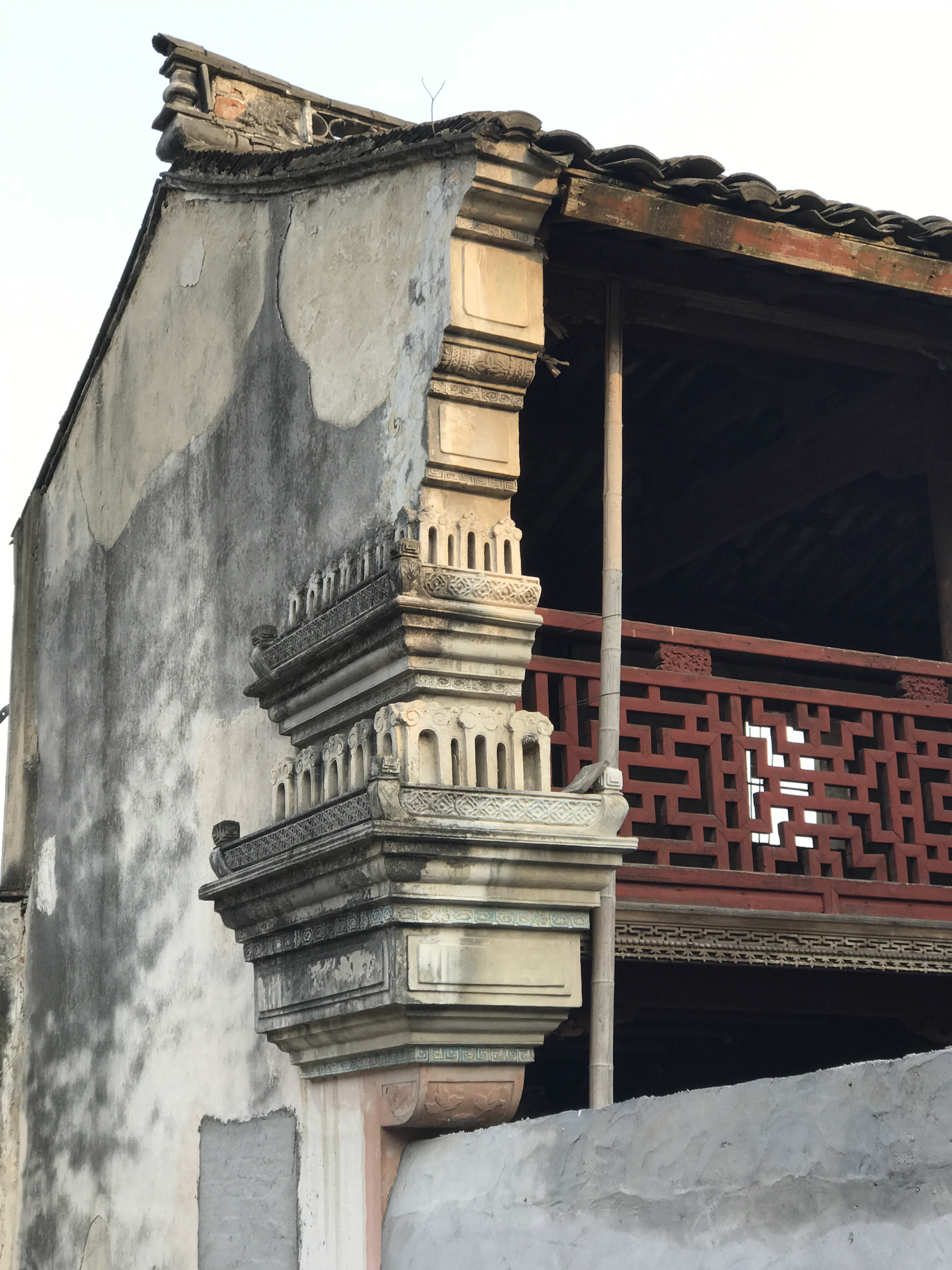
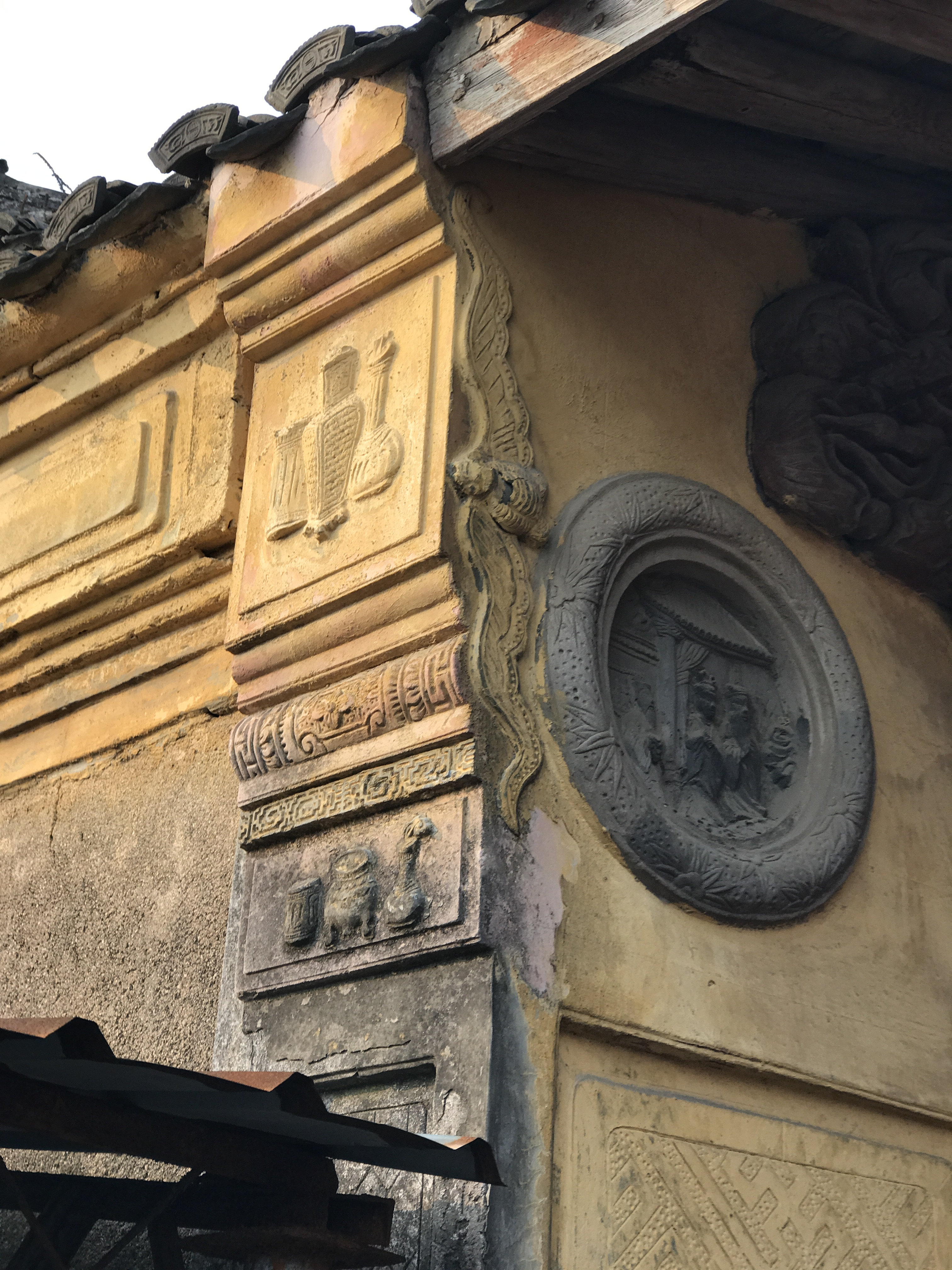
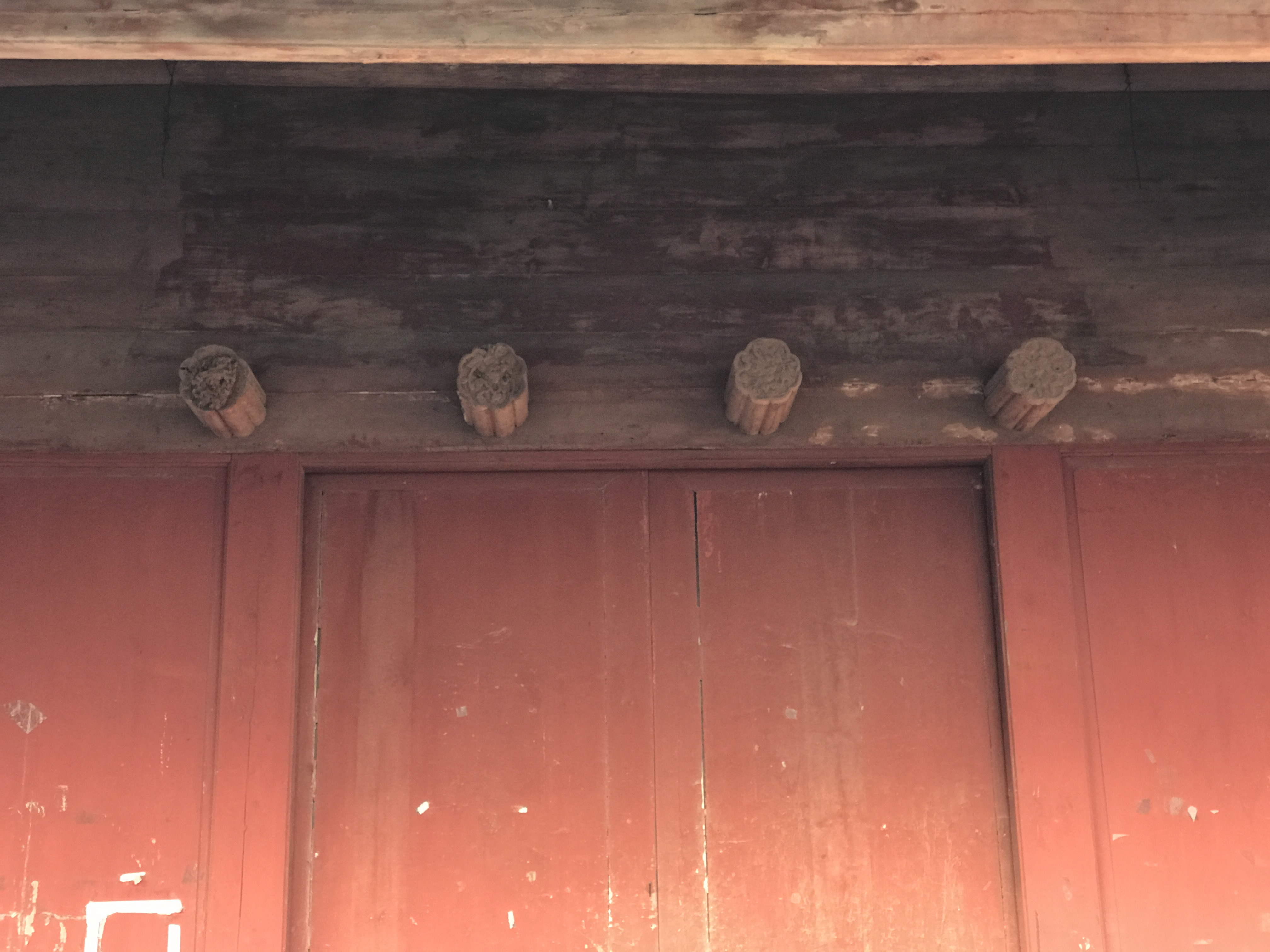
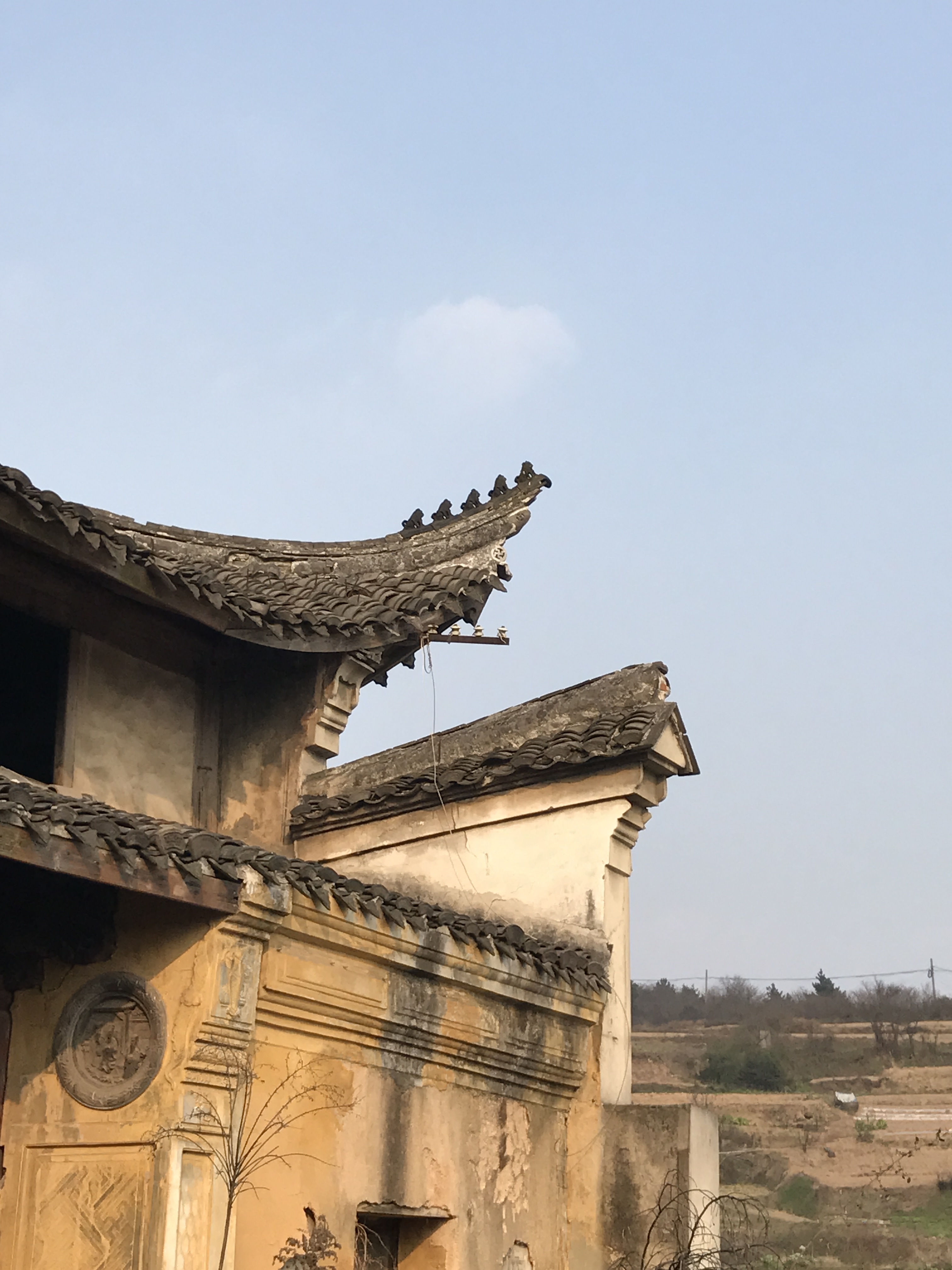
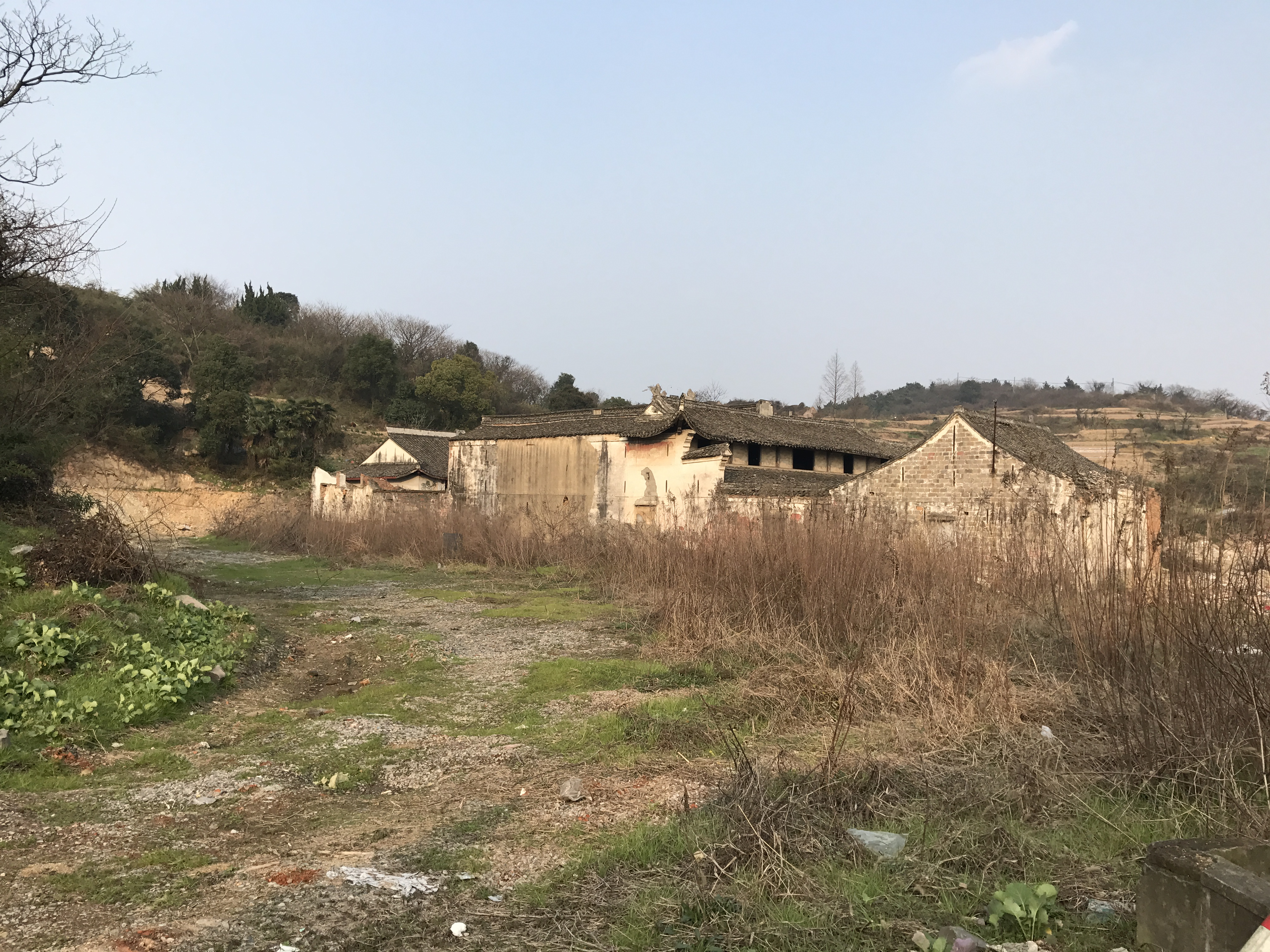
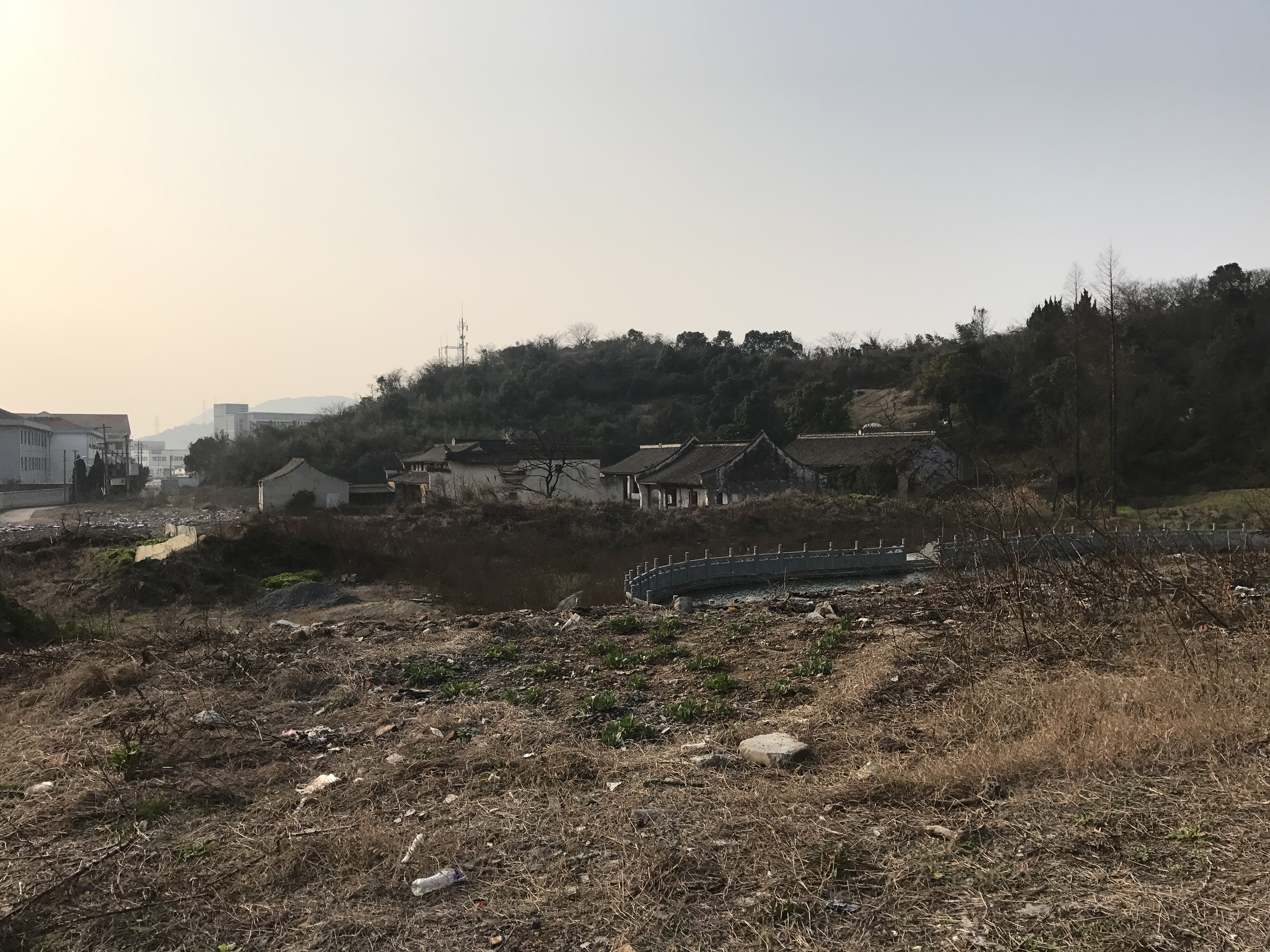
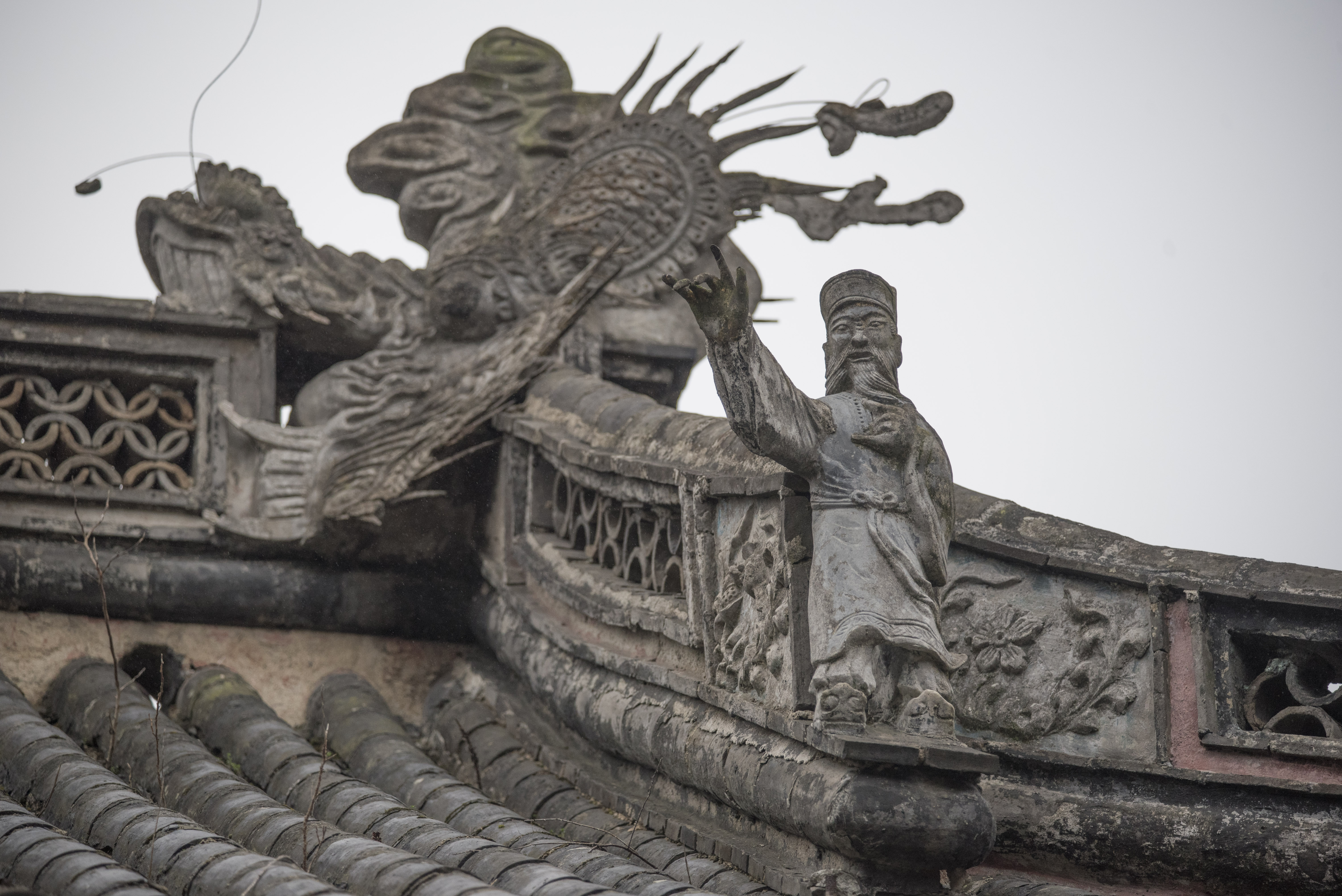
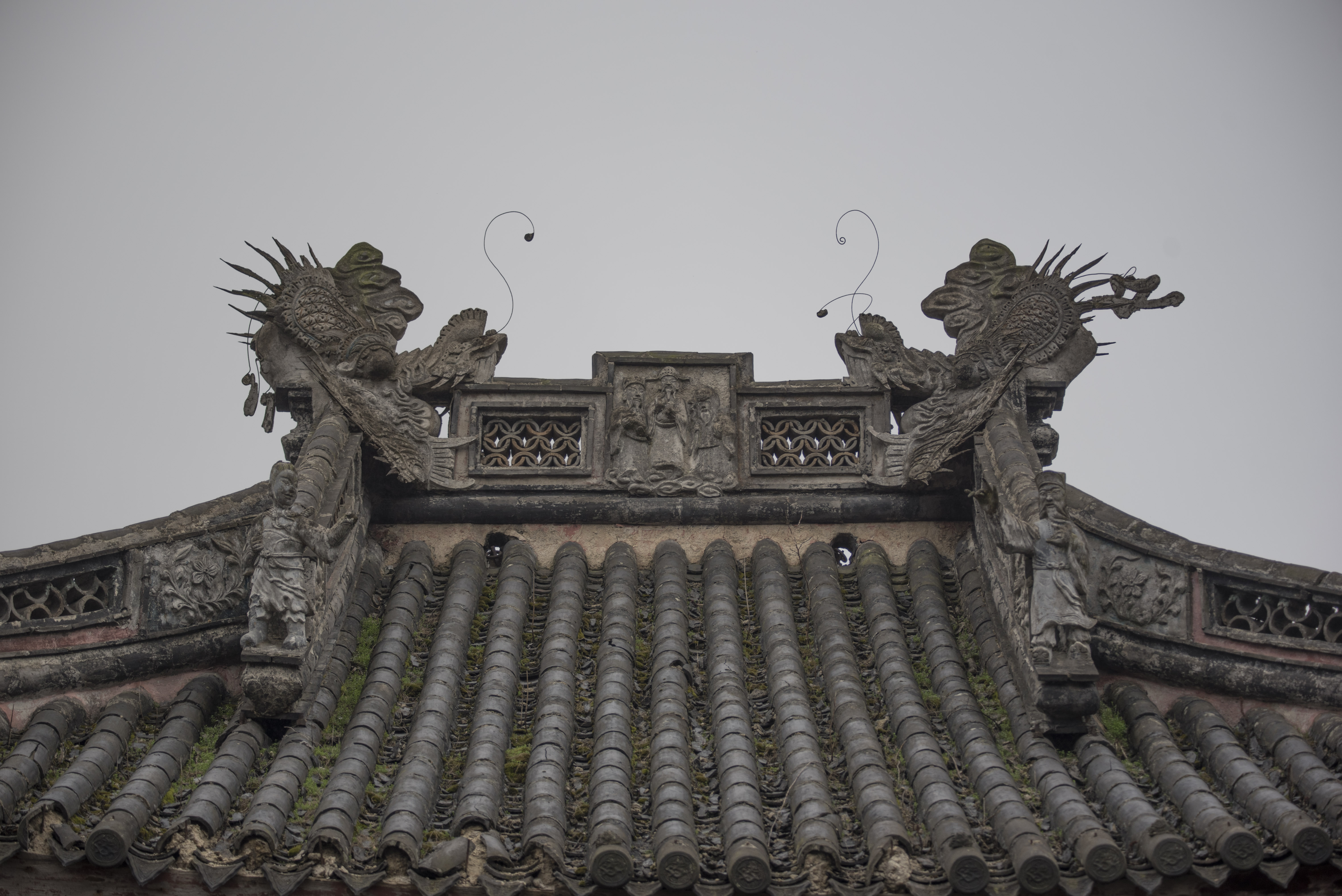
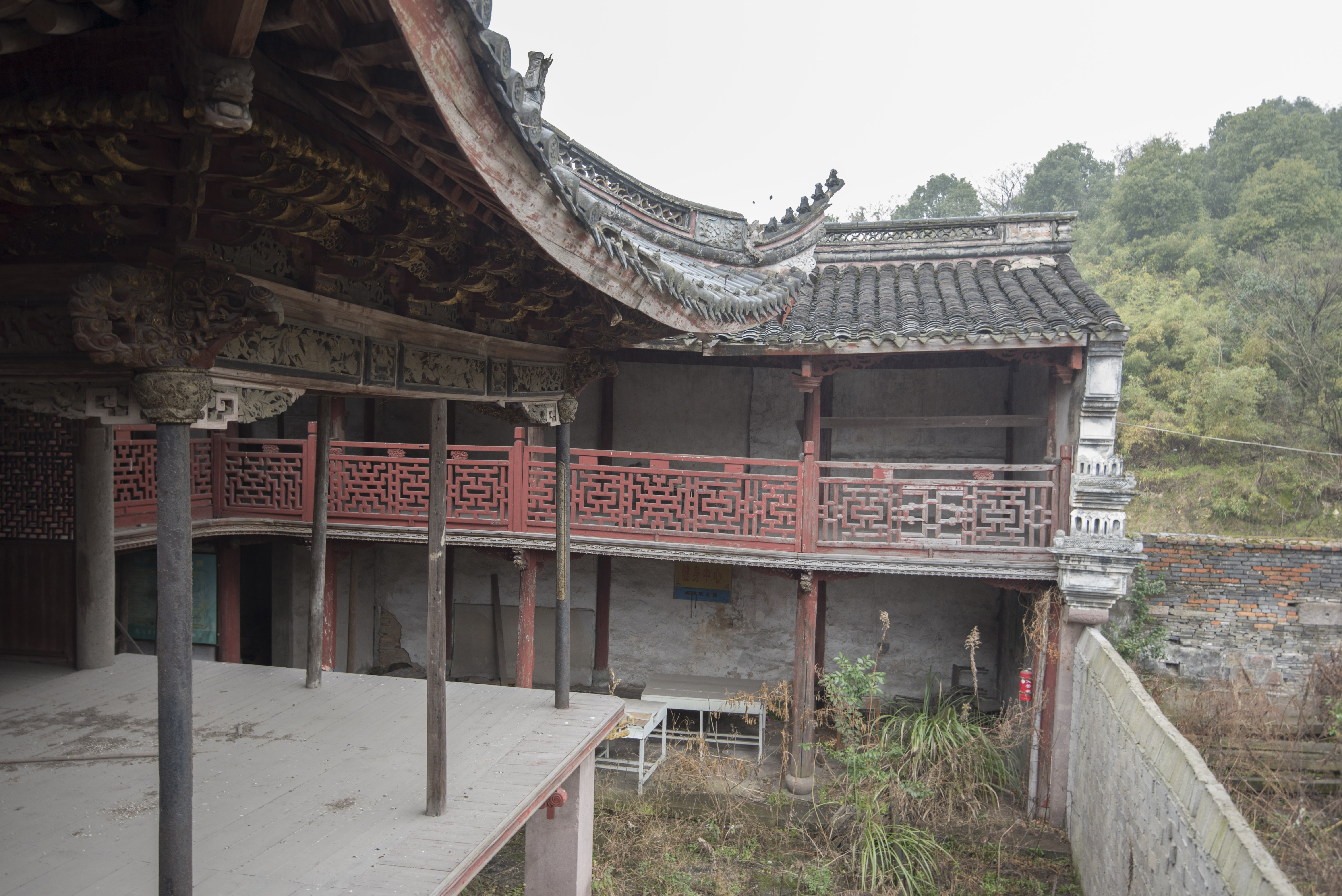
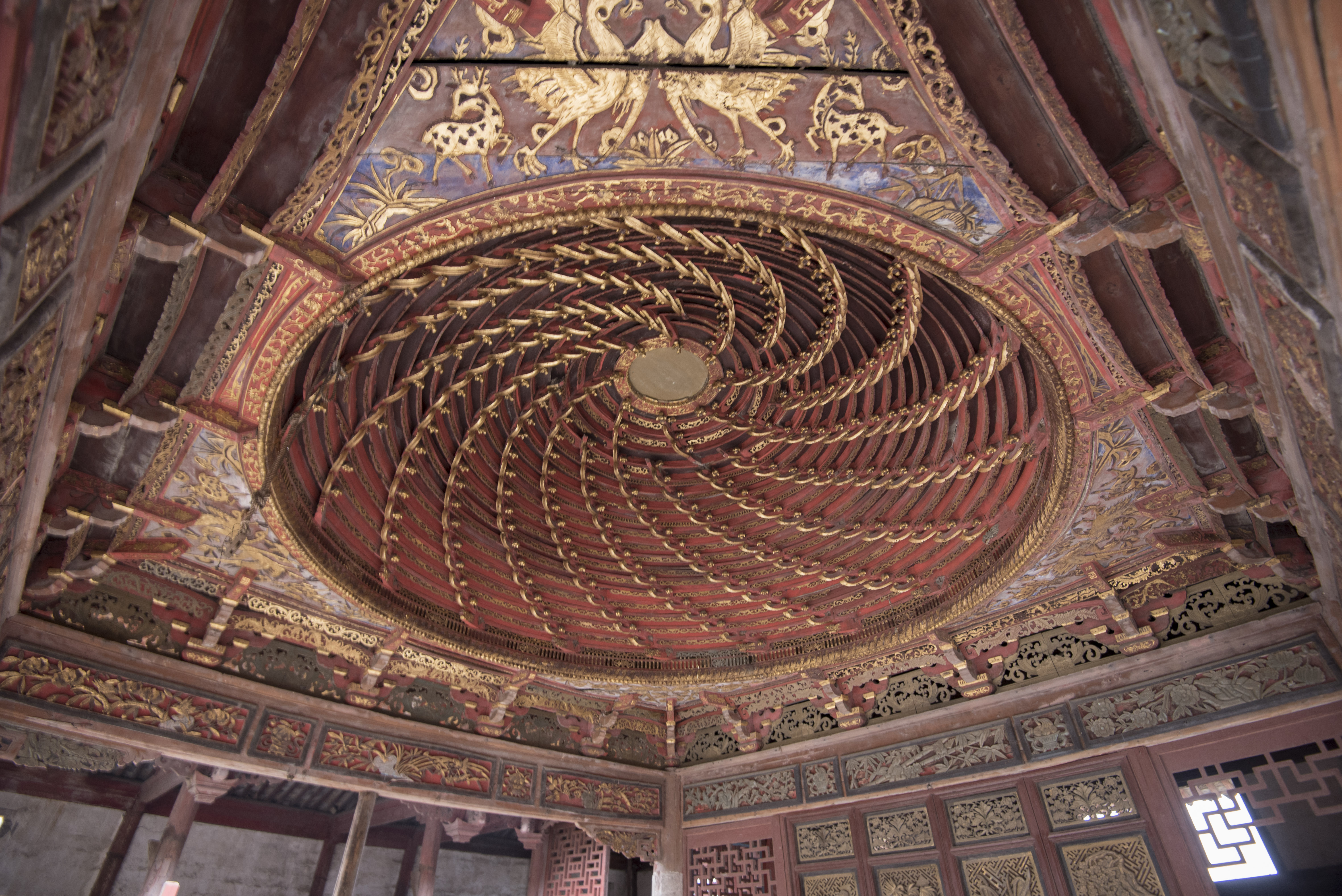
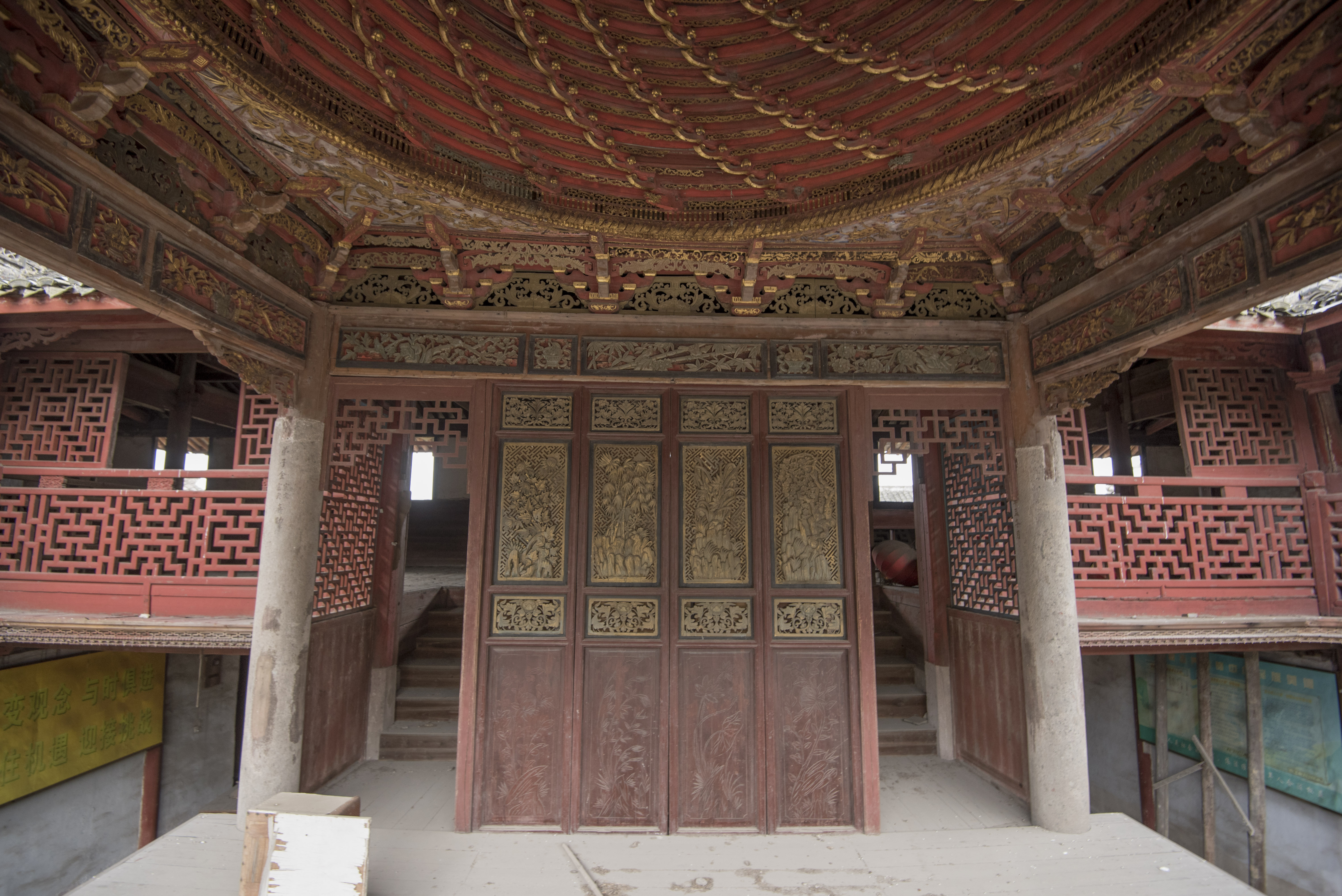
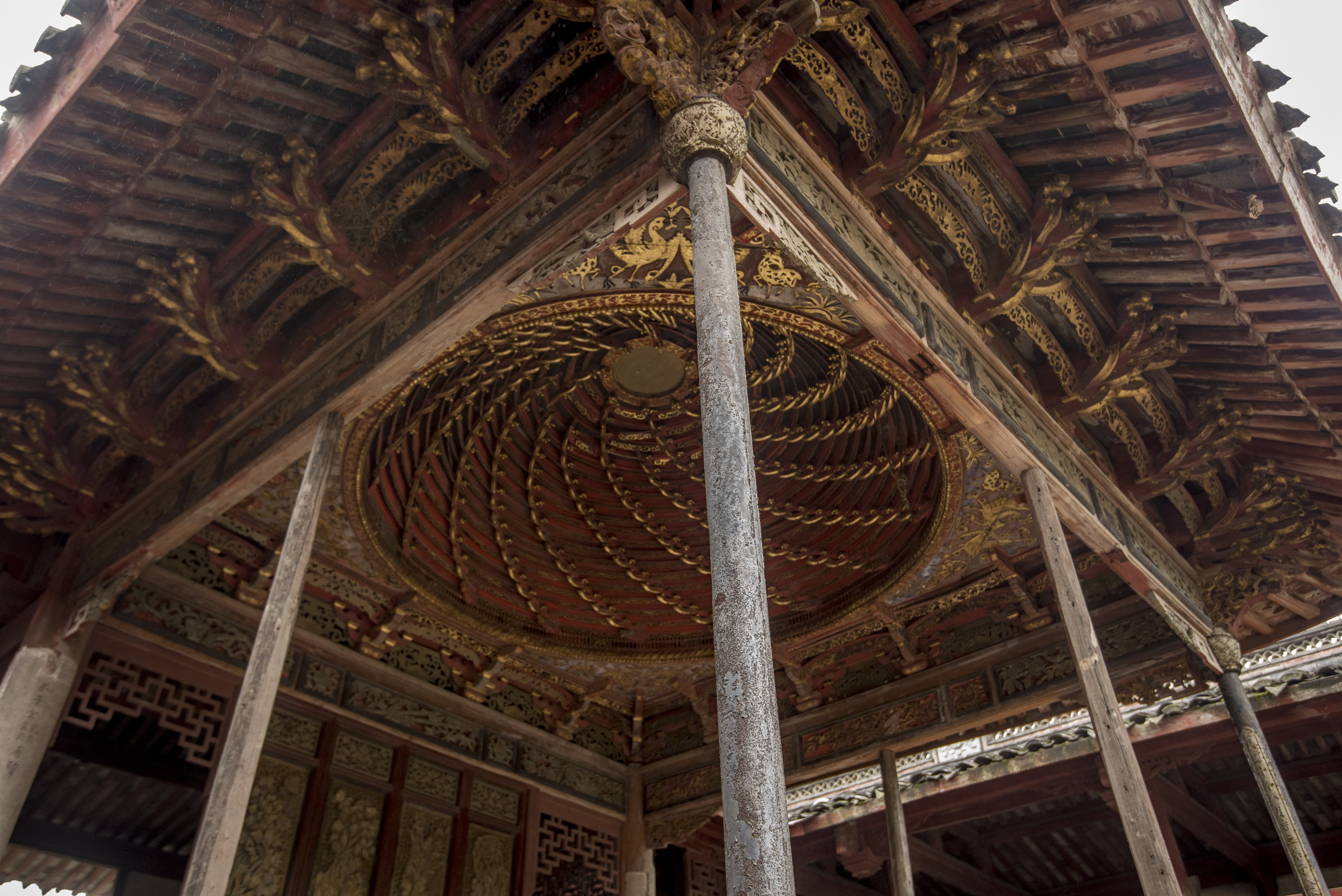